# 오늘부터 히어로
《오늘부터 히어로》(영어: We Can Be Heroes)는 2020년 공개된 미국의 슈퍼히어로 영화이다. 로버트 로드리게스가 감독과 각본을 맡았다. 넷플릭스 오리지널 시리즈이다.

## 출연

### 주연
- 프리얀카 초프라 : 그라나다 역
- 크리스찬 슬레이터 : 테크 넘버 역

### 조연
- 앤디 워큰 : 휠즈 역
- 페드로 파스칼 : 마커스 모레노 역
- 성강 : 블라인딩 패스트 역
- 보이드 홀브룩 : 미라클 가이 역